# Федотовских, Фёдор Петрович
Фёдор Петрович Федотовских (8 июля 1929 года — 4 ноября 2013 года, Асбест, Свердловская область, Россия) — Герой Социалистического Труда (1976), старший машинист электровоза Центрального рудоуправления комбината «Ураласбест», Свердловская область.

## Биография
Родился 8 июля 1929 года.
Закончил пять классов.
Свою трудовую деятельность начал в 1944 году, став помощником машиниста экскаватора в транспортном цехе Центрального рудоуправления, а через три месяца стал помощником машиниста электровоза, а после войны стал старшим машинистом электровоза Центрального рудоуправления, затем бригадиром бригада № 34, достигнув наивысшей производительности труда в «Урал Асбесте» и на протяжении многих лет побеждала во Всесоюзном социалистическом соревновании.
Скончался 4 ноября 2013 года и был похоронен на городском кладбище № 2 города Асбеста.

## Память
Асбестовский политехникум учредил стипендию лучшим студентам имени Героя Социалистического Труда Ф. П. Федотовских.

## Награды
За свои достижения была награждена:
- 1973 — звание "Почетный работник комбината «Ураласбест»;
- 23.02.1976 — звание Герой Социалистического Труда с золотой медалью Серп и Молот и орден Ленина «за выдающиеся успехи, достигнутые в выполнении десятого пятилетнего плана и социалистических обязательств»;
- 1986 — орден Дружбы народов;
- звание «Почетный гражданин города Асбеста».